# فرد أتكينز
فرد أتكينز (بالإنجليزية: Fred Atkins)‏ هو مدير نيوزيلندي، ولد في 1910 في ويستبورت ‏ في نيوزيلندا، وتوفي في 14 مايو 1988 في ويلاند في كندا.

## وصلات خارجية
- فرد أتكينز على موقع WrestlingData.com (الإنجليزية)
- فرد أتكينز على موقع CageMatch worker (الإنجليزية)